# Johannes Diderik van der Waals

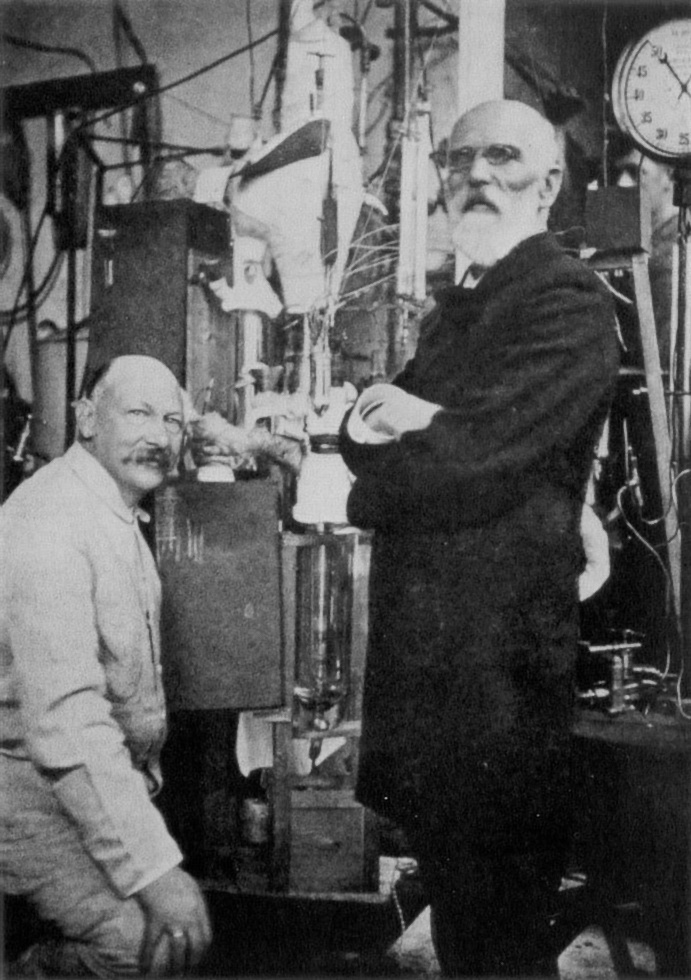
van der Waals a Heike Kamerlingh Onnes u zkapalňovače helia

Johannes Diderik van der Waals (23. listopadu 1837 Leiden – 8. března 1923 Amsterdam) byl nizozemský fyzik. V roce 1910 obdržel Nobelovu cenu za fyziku za práci na stavové rovnici plynů a tekutin.

## Život
V letech 1862–1865 studoval Univerzitu v Leidenu. Od 1864 učil fyziku a matematiku na střední škole v Deventeru a o dva roky později v Haagu.
Doktorskou disertaci s názvem Over de Continuiteit van den Gas – en Vloeistoftoestand obhájil v roce 1873. V roce 1876 se stal profesorem fyziky na Amsterdamské univerzitě. kde se zabýval problémem spojitosti plynného a kapalného stavu látek. Podařilo se mu nalézt vztah mezi objemem, tlakem a teplotou plynů a kapalin. Prokázal existenci sil, které působí na úrovni molekul a způsobují vnitřní tlak v kapalinách. Dnes jsou známy jako van der Waalsovy síly. Zformuloval též tzv. van der Waalsovou rovnici platnou pro kapaliny i plyny a tedy i změnu skupenství s platnosti pro kapaliny stejného složení. Byla to právě tato práce, která mu přinesla Nobelovu cenu a poskytla Siru Jamesi Dewarovi a Heike Kamerlinghovi Onnesovi údaje potřebné pro výrobu kapalného hélia.
V roce 1893 publikoval hlavní myšlenky termodynamické teorie kapilarity, jejímž hlavním předpokladem byla existence pozvolné, následně velmi prudké, změny hustoty na rozhraní mezi kapalinou a párou.
V roce 1910 byly jeho práce oceněny Nobelovou cenou za fyziku.